# Okręg wyborczy Leicester South
Okręg wyborczy Leicester South powstał w 1918 r. i wysyłał do brytyjskiej Izby Gmin jednego deputowanego. Okręg obejmował południową część miasta Leicester. Został zlikwidowany w 1950 r., ale przywrócono go ponownie w 1974 r.

## Deputowani do brytyjskiej Izby Gmin z okręgu Leicester South

### Deputowani w latach 1918–1950
- 1918–1922: Thomas Blane, Partia Konserwatywna
- 1922–1923: William Reynolds, Partia Konserwatywna
- 1923–1924: Ronald Allen, Partia Liberalna
- 1924–1945: Charles Waterhouse, Partia Konserwatywna
- 1945–1950: Herbert Bowden, Partia Pracy

### Deputowani po 1974 r.
- 1974–1974: Tom Boardman, Partia Konserwatywna
- 1974–1983: Jim Marshall, Partia Pracy
- 1983–1987: Derek Spencer, Partia Konserwatywna
- 1987–2004: Jim Marshall, Partia Pracy
- 2004–2005: Parmjit Singh Gill, Liberalni Demokraci
- 2005–2011: Peter Soulsby, Partia Pracy
- 2011–2024: Jonathan Ashworth(inne języki), Partia Pracy
- 2024– : Shockat Adam(inne języki), niezależny

## Źródła
- Leicester South